# Бурдиян, Андрей Андреевич
Андре́й Андре́евич Бурдиян (укр. Андрій Андрійович Бурдіян; род. 18 января 1986, Белгород-Днестровский, Одесская область) — украинский футболист, защитник

## Биография
В 2003 году попал в команду «Борисфен-2», клуб выступал во Второй лиге Украины. В 2004 году выступал за «Борекс-Борисфен», после играл за дубль бориспольского «Борисфена».
В 2005 году выступал за дубль донецкого «Металлурга». Затем оказался в армянском «Бананце». В июле 2006 года провёл 1 матч в квалификации Кубка УЕФА против грузинского «Амери» (0:1), в этом матче Бурдиян получил красную карточку. Первую половину сезона 2007/08 провёл в клубе «Львов» в Первой лиге Украины и сыграл 2 игры (против ЦСКА и «Днестра»). В 2008 году провёл 22 матча и забил 2 гола в чемпионате Армении, 5 игр сыграл в Кубке Армении, сыграл в Суперкубке Армении и 2 матча в квалификации Кубка УЕФА против австрийского «Ред Булла». После играл полгода за казахстанский «Казахмыс». В июле 2009 года находился на просмотре в мариупольском «Ильичёвце». В сентябре 2009 года перешёл в бурштынский «Энергетик». В команде в Первой лиге дебютировал 18 сентября 2009 года в матче против иванофрансковского «Прикарпатья» (1:1). В январе 2010 года находился на просмотре в клубе «Севастополь».
Летом 2010 года перешёл в клуб «Сумы», где главным тренером был Игорь Жабченко.
В апреле 2015 года заключил контракт с «Николаевом».

## Достижения
- Серебряный призёр чемпионата Армении: 2007
- Обладатель Кубка Армении: 2007
- Финалист Кубка Армении: 2008
- Серебряный призёр Первой лиги Украины: 2007/08